# Tour de l'Horloge de Sarajevo
Pour les articles homonymes, voir Tour de l'Horloge.
La tour de l'Horloge de Sarajevo est située en Bosnie-Herzégovine, sur le territoire de la Ville de Sarajevo. Construite au XVIIe siècle, elle est inscrite sur la liste des monuments nationaux de Bosnie-Herzégovine.

## Localisation

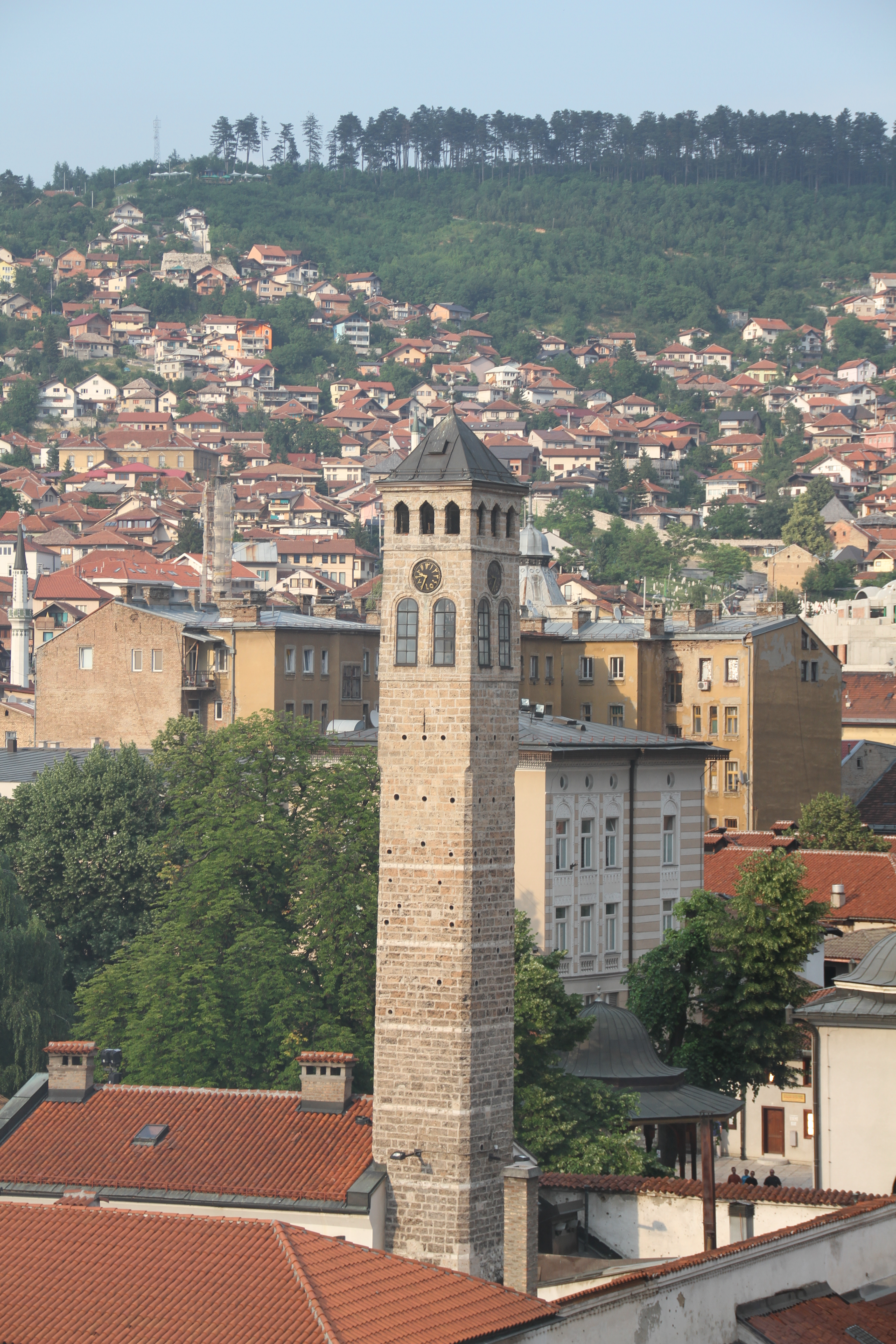
Vue de la tour dans la ville

La tour est construite juste à côté de la Mosquée de Gazi Husrev-bey, au centre de la vieille ville de Sarajevo.
Sa hauteur est destinée à rivaliser en hauteur avec le minaret, et surtout à indiquer l'heure au maximum des points des collines et montagnes environnantes.
L'heure correspond au calendrier lunaire, au sens où le chiffre 12 correspond au coucher du soleil, marque importante surtout pour les rituels des religions hébraïque et musulmane, dont les appels à la prière. Donc, à 10 heures au cadran, on est à 2 heures (ou 14 heures) du coucher du soleil. La modification de l'horaire est hebdomadaire.

## Architecture

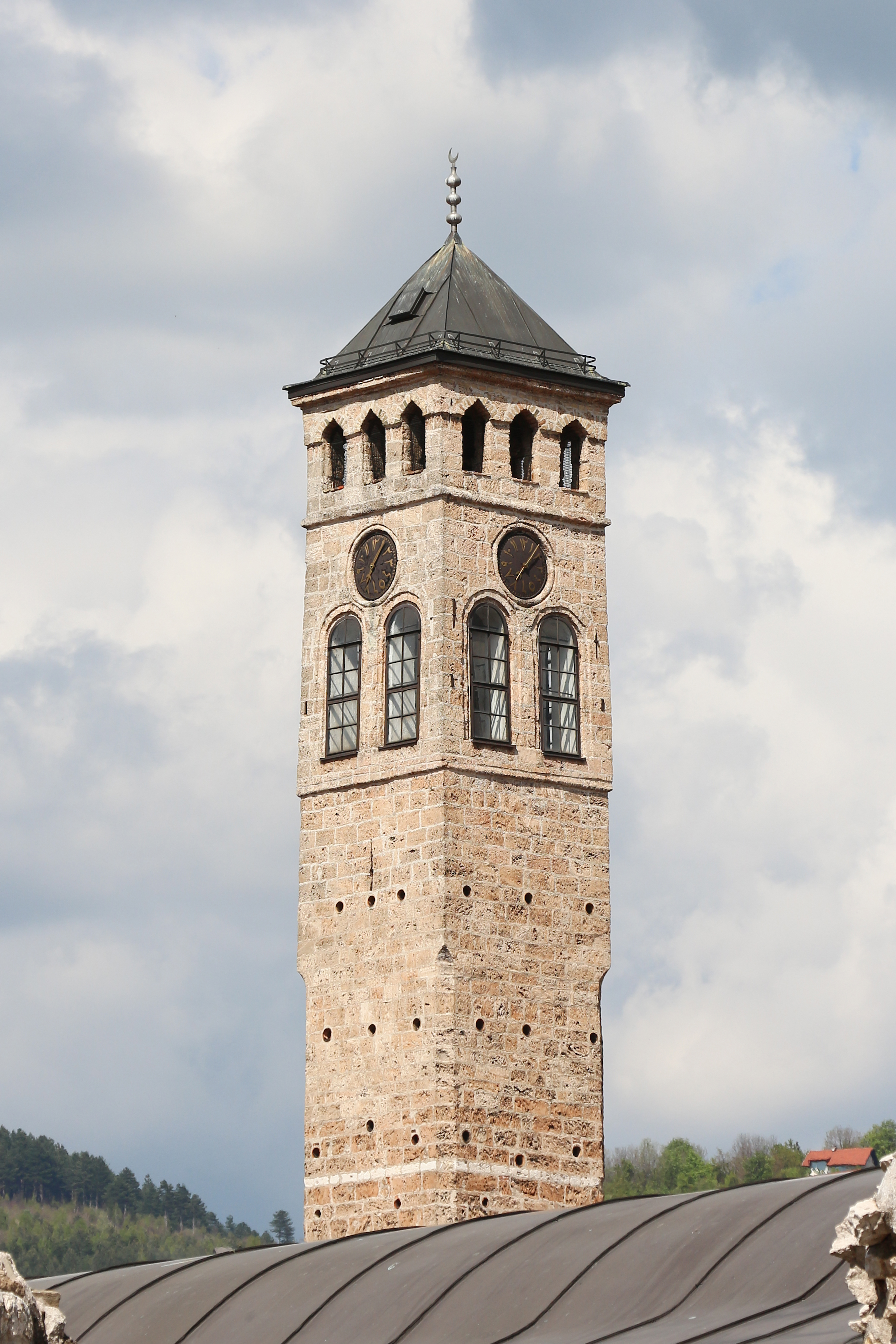
Détail de la tour